# دانشگاه ایالتی فیرا د سانتانا
دانشگاه ایالتی فیرا د سانتانا (به پرتغالی: Universidade Estadual de Feira de Santana - UEFS) دانشگاهی در شهر فیرا د سانتانای ایالت باهیای کشور برزیل است که در ۳۱ مه ۱۹۷۶ بنیان نهاده شد. این دانشگاه در زمینه علوم اجتماعی، طبیعی، فنی، هنر و ادبیات دانشجو می‌پذیرد.

## واژه‌نامه
1. ↑  Feira de Santana